# Старая Воронья
Старая Воронья (устар. Кучель-йок, Поурват-йок) — река в России, на Кольском полуострове, течёт по территории Ловозерского района Мурманской области. Впадает в Серебрянское водохранилище на высоте 154 м над уровнем моря, в 111 км по левому берегу реки Вороньей. Длина реки — 29 км, площадь водосборного бассейна — 221 км².

## Данные водного реестра
По данным государственного водного реестра России относится к Баренцево-Беломорскому бассейновому округу, водохозяйственный участок реки — Воронья от истока до гидроузла Серебрянское 1, включая озеро Ловозеро. Речной бассейн реки — бассейны рек Кольского полуострова, впадает в Баренцево море.